# 原野百合花
（臺灣舊譯《流浪漢》），是1963年的一部美国喜剧电影，由拉尔夫·尼尔森执导、西德尼·波蒂埃主演，改编自威廉·埃德蒙·巴雷特的同名小说，标题来自《马太福音》。它获得了许多电影奖，其中包括五项奥斯卡提名，而且波蒂埃还因此成为第一位赢得奥斯卡最佳男主角奖的黑人演员。2020年，它被美国国家影片登记部收录。

## 剧情
以車為家的和善黑人青年在沙漠中因水箱缺水而彎到一處修院找水。為首的修女院長當他是上帝派來協助她們的使者，以德國口音濃重的生硬英語請他幫忙。黑人青年以另有要事為由離開，但見一大批老小全是修女，自己又缺錢，於是回頭接受雇用，並自我介紹名叫霍默·史密斯（Homer Smith）。院長玛利亚·玛瑟（Maria Marthe）似乎不甚明白雇用的意思，但要求他修屋頂。眾修女互以德語溝通，連對於史密斯的各種工具都感好奇。
史密斯只打算完事後快快離開，修女卻打從一開始就想收留他供吃供住。由於一直沒收到酬勞，史密斯便待了一夜，並在這些來自德国、奥地利和匈牙利等地的修女以留聲機學習英語時，教導一些簡單的句子。由於稼穡艱難，而瑪瑟院長又維持著嚴苛的紀律，所以供給的食物不多。
第二天，院長要求史密斯為他們在廢墟中重建教堂。史密斯認為這超出個人所能為，但生氣之餘還是為之整地。在要求酬勞時，由於語言不同，但兩人身上都有聖經，於是便以聖經中的章節溝通。史密斯引用：“工人得工价是应当的”，但玛利亚·玛瑟（Maria Marthe）用圣经山上宝训中的一句话回应道：“你想野地裡的百合花怎麼長起來，它也不勞苦，也不紡線，然而我告訴你們：就是所羅門極榮華的時候，他所穿戴的還不如這花一朵呢！”。無可奈何的史密斯只得放棄收取酬勞的想法，反而載送她們到鎮上進行天主教彌撒，儘管他自己是浸信會教徒。
鎮上的禮拜在露天進行。史密斯在與小店老闆和教區神父談過後，瞭解這些修女一文不名但仍艱苦維持信仰，而整個鎮上都是窮人。他決定就此離開。於是修女們搭他的便車到另一處較大的市鎮。原來她們是去索求一些建教堂用的免費建材，並向老闆稱史密斯要幫他們建教堂。老闆把史密斯當成只是想賺差價的包工頭，表示在修女們身上撈不到油水。略感不悅的史密斯於是決心把教堂建起來，並為老闆工作以維持自身生計。
史密斯在老闆和修院的工地努力以赴，並以自身所得改善修院的伙食。他與院長說好，自己負設計與勞務，修女們負責籌集建材。但修女們的辦法只有禱告與寫信募款，卻向教徒們宣稱史密斯將為大家建教堂。史密斯騎虎難下。
修女們籌集不到經費與建材，教堂終於停工待料。又由於老院長不懂得表達感謝，史密斯終於氣憤離開。但院長仍以自己慣常的執拗面對一切。
三星期後，史密斯又回到修院並載送修女們望彌撒。教徒們受到激勵，幫忙籌集了一批建材並自願幫忙蓋房子，但史密斯只想自已獨力完事。在他放手不幹一陣子並導致教堂因各人自行其是而幾乎變成巴別塔後，又回頭主導工程，甚至組織起後勤服務。他原本為之工作的老闆見到眾人為自己的信仰齊心合力，於是也為了自已身後的救贖打算而捐獻了一批磚頭。院長大受振奮，於是向繼續向老闆募集建材以興建更多的建物，如學校等。
在教堂完成當夜，眾人為次晨的彌撒作準備時，高唱著浸信會聖歌的史密斯事了拂衣去。

## 奖项
| 奖项             | 分类                                 | 被提名人                  | 结果   |
| ---------------- | ------------------------------------ | ------------------------- | ------ |
| 奥斯卡奖         | 最佳影片                             | 拉尔夫·尼尔森             | 提名   |
| 奥斯卡奖         | 最佳男主角奖                         | 西德尼·波蒂埃             | 獲獎   |
| 奥斯卡奖         | 最佳女配角奖                         | 莉莉娅·斯卡拉             | 提名   |
| 奥斯卡奖         | 最佳改编剧本奖                       | 詹姆斯·坡                 | 提名   |
| 奥斯卡奖         | 最佳摄影奖（黑白电影）               | 欧内斯特·哈勒             | 提名   |
| 柏林国际电影节   | 金熊奖                               | 拉尔夫·尼尔森             | 提名   |
| 柏林国际电影节   | Interfilm Award                      | 拉尔夫·尼尔森             | 獲獎   |
| 柏林国际电影节   | OCIC奖                               | 拉尔夫·尼尔森             | 獲獎   |
| 柏林国际电影节   | Youth Film Award – Honorable Mention | 拉尔夫·尼尔森             | 獲獎   |
| 柏林国际电影节   | 最佳男演員銀熊獎                     | 西德尼·波蒂埃             | 獲獎   |
| 蓝丝带奖         | 最佳外语片奖                         | 拉尔夫·尼尔森             | 獲獎   |
| 英国电影学院奖   | 最佳外国男主角奖                     | 西德尼·波蒂埃             | 提名   |
| 英国电影学院奖   | 联合国奖                             | 联合国奖                  | 提名   |
| 美国导演工会奖   | 最佳电影导演奖                       | 拉尔夫·尼尔森             | 提名   |
| 金球奖           | 最佳剧情片奖                         | 最佳剧情片奖              | 提名   |
| 金球奖           | 最佳剧情片男主角奖                   | 西德尼·波蒂埃             | 獲獎   |
| 金球奖           | 最佳剧情片女配角奖                   | 莉莉娅·斯卡拉             | 提名   |
| 金球奖           | 最佳促进国际了解电影奖               | 最佳促进国际了解电影奖    | 獲獎   |
| 桂冠奖           | Top General Entertainment            | Top General Entertainment | 獲獎   |
| 桂冠奖           | Top Male Dramatic Performance        | 西德尼·波蒂埃             | 提名   |
| 桂冠奖           | Top Female Supporting Performance    | 莉莉娅·斯卡拉             | 提名   |
| 国家评论协会奖   | 年度十大佳片                         | 年度十大佳片              | 第二名 |
| 纽约影评人协会奖 | 最佳男主角奖                         | 西德尼·波蒂埃             | 提名   |
| 美国编剧工会奖   | Best Written American Comedy         | 詹姆斯·坡                 | 獲獎   |